# Nikołaj Kryłow
Nikołaj Iwanowicz Kryłow ros. Николай Иванович Крылов, ur. 3 października?/16 października 1903 we wsi Galiajewka w guberni penzeńskiej, zm. 9 lutego 1972 w Moskwie) – radziecki dowódca wojskowy, marszałek Związku Radzieckiego (1962), głównodowodzący Wojskami Rakietowymi Przeznaczenia Strategicznego ZSRR i z-ca Ministra Obrony ZSRR, dwukrotny Bohater Związku Radzieckiego (1945, 1945), Członek Komitetu Centralnego KPZR, deputowany do Rady Najwyższej ZSRR 2, 3, 4, 5, 6, 7 i 8 kadencji.

## Życiorys
Służbę w Armii Czerwonej rozpoczął w kwietniu 1919. W 1920 ukończył kurs czerwonych dowódców. W 1928 ukończył kurs doskonalenia kadr dowódczych „Wystrieł” w Sołniecznogorsku. Nie posiadał wyższych studiów wojskowych. 
Pełnił funkcje dowódczo-sztabowe na stanowiskach: dowódca plutonu, kompanii oraz batalionu – do września 1920, uczestnik wojny domowej na Froncie Południowym, na Zakaukaziu oraz na Dalekim Wschodzie. Następnie był pomocnikiem szefa oraz szefem sztabu pułku – do czerwca 1927. Z kolei – funkcje sztabowe w rejonie umocnionym na Dalekim Wschodzie – do listopada 1936, szef sztabu Dunajskiego rejonu umocnionego – do czerwca 1941.
W czasach wojny z Niemcami był szefem oddziału operacyjnego Armii Nadmorskiej, broniącej Odessy i Sewastopola, gdzie został ciężko ranny – do sierpnia 1941, szefem sztabu 62 Armii, przemianowanej na 8 Armię Gwardii – do maja 1943, dowódcą 21 Armii, następnie – 5 Armii, która brała udział w walkach w Prusach Wschodnich, następnie na Dalekim Wschodzie – do listopada 1945.
Po wojnie był zastępcą dowódcy szeregu okręgów wojskowych, m.in. Nadmorskiego oraz Dalekowschodniego – do stycznia 1947, następnie dowodził Dalekowschodnim Okręgiem Wojskowym – do kwietnia 1953. Kolejne funkcje to: dowódca armii – do września 1953, pierwszy zastępca dowódcy Dalekowschodniego Okręgu Wojskowego – do stycznia 1956, Dowódca Uralskiego Okręgu Wojskowego – do listopada 1957, Dowódca Leningradzkiego Okręgu Wojskowego – do października 1960, Dowódca Moskiewskiego Okręgu Wojskowego – do marca 1963. Następnie został Głównodowodzącym Wojsk Rakietowych Strategicznego Przeznaczenia ZSRR i Zastępcą Ministra Obrony ZSRR, po śmierci poprzednika Siergieja Biriuzowa w wypadku lotniczym. Funkcję tę zachował po przejęciu władzy na Kremlu przez ekipę Leonida Breżniewa i pełnił ją do śmierci.
Od 1927 członek WKP(b), od 1961 członek Komitetu Centralnego KPZR, deputowany do Rady Najwyższej ZSRR od 2 do 8 kadencji.
Był autorem kilku tomów wspomnień z okresu służby wojskowej. Zmarł nagle w Moskwie w lutym 1972. Pochowany z honorami pod murem kremlowskim przy Placu Czerwonym w Moskwie. W pogrzebie udział wzięła delegacja PRL z wiceministrem obrony narodowej, gen. dyw. Tadeuszem Tuczapskim na czele.

## Awanse
- pułkownik – 17 lutego 1938
- generał major – 27 grudnia 1941
- generał porucznik – 9 września 1943
- generał pułkownik – 15 lipca 1944
- generał armii – 18 września 1953
- marszałek Związku Radzieckiego – 29 kwietnia 1962 (według innych danych 28 maja 1962[1])

## Odznaczenia i wyróżnienia
- Medal „Złota Gwiazda” Bohatera Związku Radzieckiego – dwukrotnie (19 kwietnia 1945, 8 września 1945)
- Order Lenina – czterokrotnie (8 października 1942, 21 lutego 1945, 19 kwietnia 1945, 28 marca 1963)
- Order Rewolucji Październikowej (22 lutego 1968)
- Order Czerwonego Sztandaru – czterokrotnie (10 lutego 1942, 4 lutego 1943, 3 listopada 1944, 20 czerwca 1949)
- Order Suworowa I klasy (4 lipca 1944)
- Order Kutuzowa I klasy (28 września 1943)
- Medal 100-lecia urodzin Lenina
- Medal „Za obronę Odessy”
- Medal „Za obronę Sewastopola”
- Medal „Za obronę Stalingradu”
- Medal „Za zdobycie Królewca”
- Medal „Za zwycięstwo nad Japonią”
- Medal „Za zwycięstwo nad Niemcami w Wielkiej Wojnie Ojczyźnianej 1941–1945”
- Medal jubileuszowy „Dwudziestolecia zwycięstwa w Wielkiej Wojnie Ojczyźnianej 1941–1945”
- Medal jubileuszowy „30 lat Armii Radzieckiej i Floty”
- Medal jubileuszowy „40 lat Sił Zbrojnych ZSRR”
- Medal „50 lat Radzieckich Sił Zbrojnych"
- Honorowa Broń ze Złotym Godłem Państwowym ZSRR (22 lutego 1968)
- Krzyż Komandorski z Gwiazdą Orderu Odrodzenia Polski (PRL, 1968)[2]
- Krzyż Komandorski Legii Honorowej (Francja)
- I inne